# Johann Smidt
Johann Smidt, född 5 november 1773 i Bremen, död där 7 maj 1857, var en bremisk statsman.
Smidt blev efter teologiska och filosofiska studier 1800 vald till rådsherre i sin födelsestad. Alltifrån sin ungdom nitälskande för den hanseatiska friheten, sändes han efter slaget vid Leipzig (1813) som Bremens representant till de segrande furstarnas högkvarter och 1814 till Wienkongressen. Väsentligen tack vare Smidt tillförsäkrades hansestäderna full självständighet inom Tyska förbundet. Som borgmästare i Bremen från 1821 till sin död (med ett kortare uppehåll) verkade han framgångsrikt för stadens förkovran, framför allt genom hamnstaden Bremerhavens anläggning, som han 1827 genomdrev trots starkt motstånd inom borgerskapet.